# 串間市
串間市（日语：／ Kushima shi */?）是位于日本宮崎縣最南端的城市。東側面日向灘，南側為志布志灣，沿岸地區多為日南海岸國定公園的範圍。

## 历史
在江戶時代屬於高鍋藩的飛地。

### 年表
- 1889年5月1日：實施町村制，現在的轄區在當時分屬：南那珂郡福島村、北方村、大束村、本城村、都井村、市木村。
- 1926年10月1日：福島村改制為福島町。
- 1951年1月1日：北方村被併入福島町。
- 1954年11月3日：福島町、大束村、本城村、都井村、市木村合併為串間市。

| 1889年以前 | 1889年5月1日 | 1889年－1944年             | 1945年－1954年             | 1945年－1954年            | 1955年－1988年             | 1989年－現在               | 現在                       |
| ---------- | ------------ | -------------------------- | -------------------------- | ------------------------- | -------------------------- | -------------------------- | -------------------------- |
|            | 福島村       | 1926年10月1日 改制為福島町 | 1926年10月1日 改制為福島町 | 1951年1月1日 合併為福島町 | 1954年11月3日 合併為串間市 | 1954年11月3日 合併為串間市 | 1954年11月3日 合併為串間市 |
|            | 北方村       |                            |                            | 1951年1月1日 合併為福島町 | 1954年11月3日 合併為串間市 | 1954年11月3日 合併為串間市 | 1954年11月3日 合併為串間市 |
|            | 大束村       |                            |                            |                           | 1954年11月3日 合併為串間市 | 1954年11月3日 合併為串間市 | 1954年11月3日 合併為串間市 |
|            | 本城村       |                            |                            |                           | 1954年11月3日 合併為串間市 | 1954年11月3日 合併為串間市 | 1954年11月3日 合併為串間市 |
|            | 市木村       |                            |                            |                           | 1954年11月3日 合併為串間市 | 1954年11月3日 合併為串間市 | 1954年11月3日 合併為串間市 |
|            | 都井村       |                            |                            |                           | 1954年11月3日 合併為串間市 | 1954年11月3日 合併為串間市 | 1954年11月3日 合併為串間市 |

## 交通

### 鐵路
- 九州旅客鐵道
  - 日南線：日向大束車站 - 日向北方車站 - 串間車站 - 福島今町車站 - 福島高松車站

### 道路
高速道路
- 東九州自動車道：串間交流道

## 觀光資源

### 景點
- 都井岬（日语：都井岬）
- 旧吉松家住宅（日语：旧吉松家住宅）：国指定重要文化財
- 串間神社（日语：串間神社）
- 幸島
- 西林院：戰國大名秋月種實之墓
- 都井岬燈塔：日本燈塔50選之一
- 日南海岸：日本沙灘百選之一

### 祭典、活動
- 都井岬火祭：毎年8月第4個星期五和星期六

## 教育

### 高等學校
- 宮崎縣立福島高等學校

## 姊妹、友好都市

### 海外
- 伊比烏納（巴西聖保羅州）：於1987年5月21日締結姊妹都市
- 安國市（中華人民共和國河北省保定市）：於1997年9月25日締結友好都市

## 本地市出身之名人
- 加藤正：畫家
- 津曲勝利：排球選手
- HAKUEI：音樂家
- 古川禎久：日本眾議院議員
- 西村徳文：職業棒球選手
- 水谷実雄：職業棒球選手
- 日高逸子：日本競艇選手